# 1679

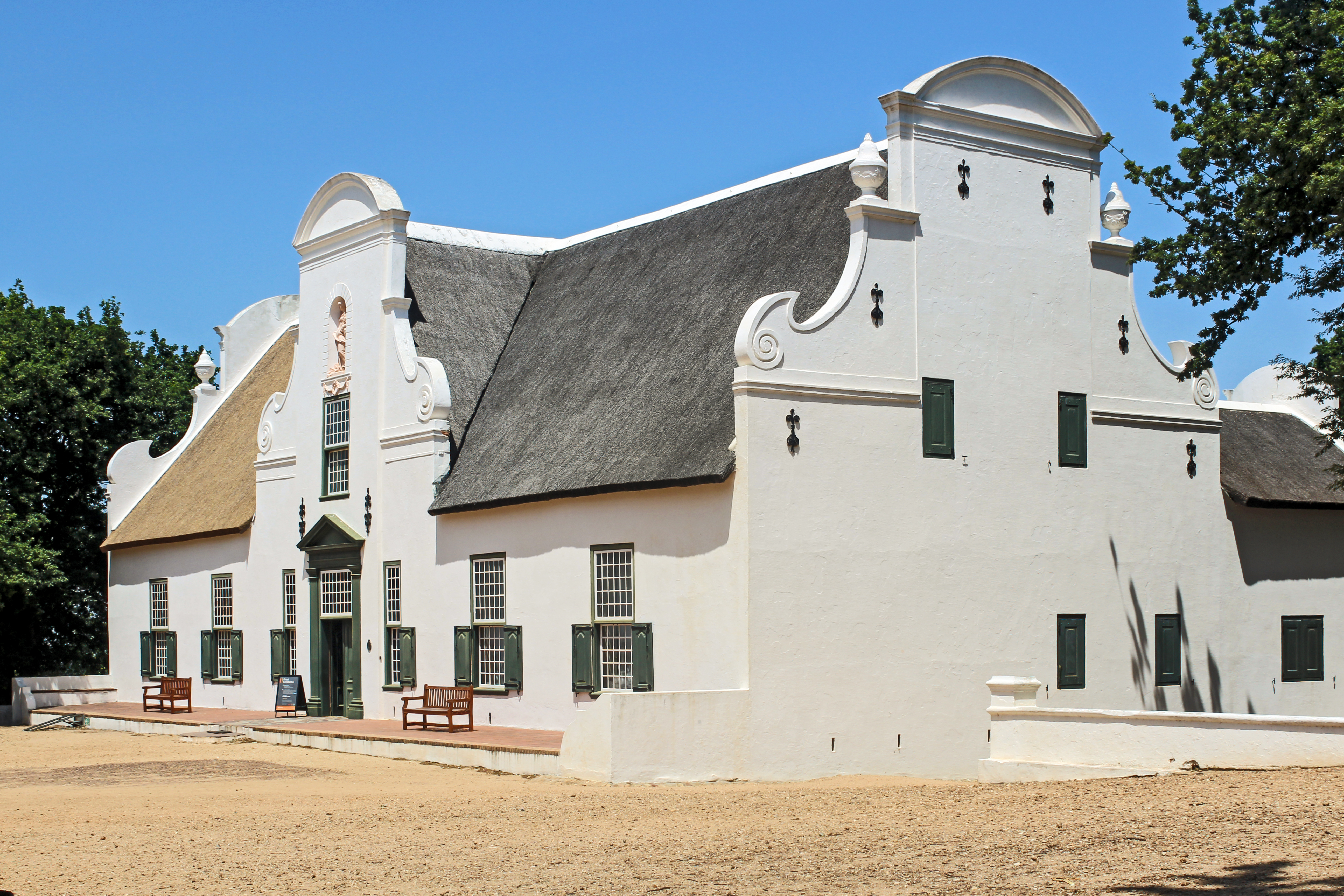
Groot Constantia, gesticht door Simon van der Stel

Het jaar 1679 is het 80ste jaar in de 17e eeuw volgens de christelijke jaartelling.

## Gebeurtenissen
januari
- 30 - George Frederik van Waldeck-Eisenberg wordt gouverneur van de vesting Maastricht, die bij de Vrede van Nijmegen door de Fransen is teruggegeven. In Maastricht geeft hij opdracht tot herstel en uitbreiding van de vestingwerken naar plannen van Vauban, waarvan de uitvoering is begonnen onder de Franse bezetting.

februari
- 5 - De Duitse keizer, Frankrijk en Zweden tekenen de vrede in Nijmegen.
- 11 na vier jaar gevangenschap ontsnapt Abraham de Wicquefort uit de Gevangenpoort met hulp van de dienstmeid van de cipier.

maart
- 19 - Vrede van Nijmegen tussen Zweden en het prinsbisdom Münster.

mei
- 3 - De Anglicaanse aartsbisschop van Schotland James Sharp wordt gelyncht door Covenanters.

juni
- 17 - De laatste heer van Vianen uit het huis Brederode sterft zonder mannelijke nakomelingen. De vrije heerlijkheid gaat in de vrouwelijke lijn over op het huis Lippe.
- 22 - In de Slag bij Bothwell Bridge verslaat een Engels leger onder aanvoering van de hertog van Monmouth een ongeoefend legertje van Schotse covenanters.
- 29 - Vrede van Saint-Germain tussen het koninkrijk Frankrijk en het markgraafschap Brandenburg.

augustus
- 23 - Met de ondertekening van het Edict van Fontainebleau komt een einde aan de Skånse Oorlog. Denemarken moet het terugveroverd gebied weer aan Zweden overgeven.

oktober
- 2 - Vrede van Nijmegen tussen Zweden en de Republiek der Verenigde Nederlanden.

december
- 3 - Laurens Pijl wordt gouverneur van de VOC-bezittingen op Ceylon. Hij tracht de betrekkingen met het koninkrijk Kandy te verbeteren.
- 20 - Vorst Johan Maurits van Nassau-Siegen wordt opgevolgd door zijn neef en adoptiefzoon Willem Maurits.
- december - In het voetspoor van Simon van der Stel vestigen zich de eerste kolonisten in Stellenbosch in de Kaapkolonie.

zonder datum
- Antoni van Leeuwenhoek ontdekt de zaadcel.
- In het huidige Jemen worden 10.000 joden tijdens een pogrom de woestijn ingedreven; nagenoeg allen komen om.

## Bouwkunst

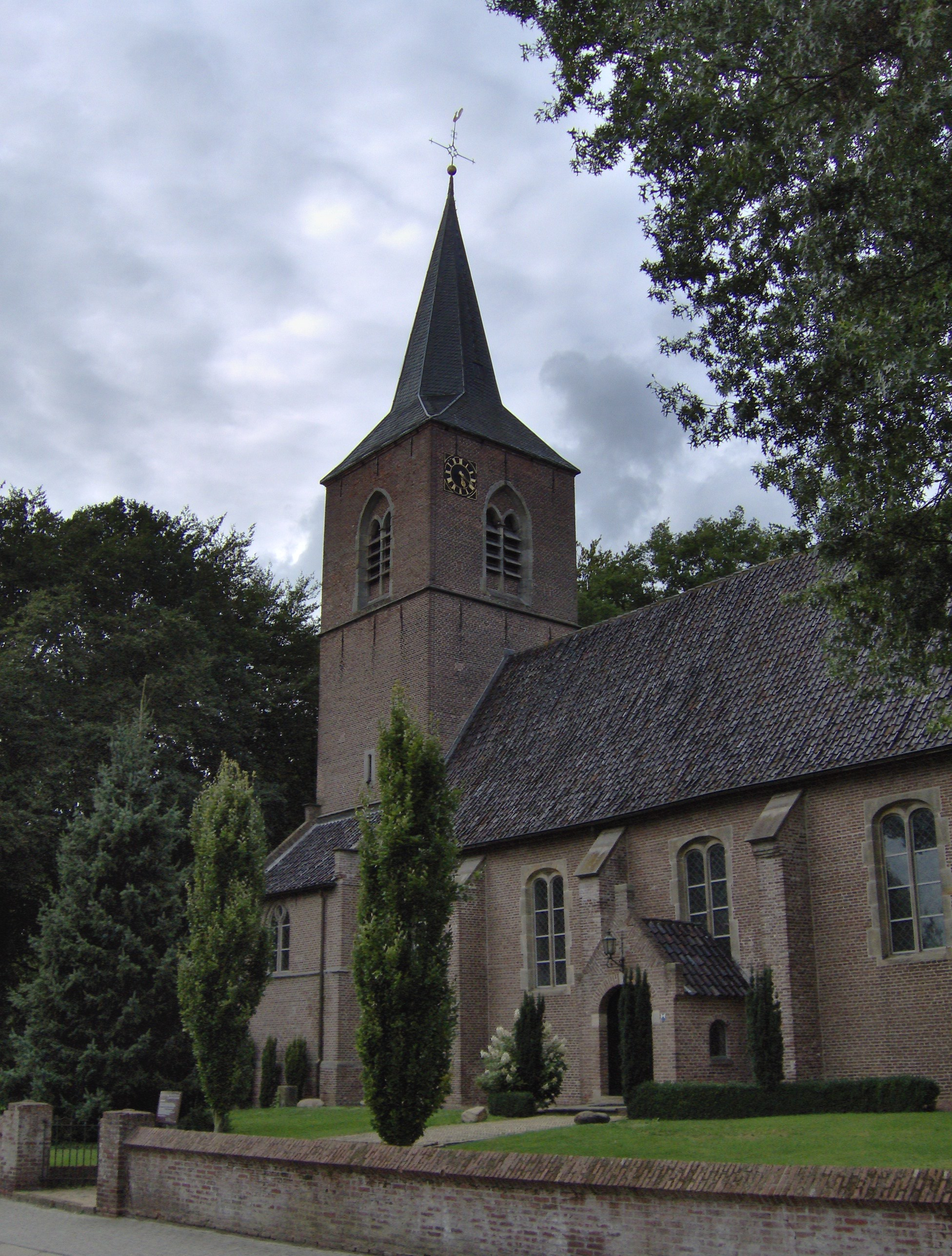
Johanneskerk, Diepenheim (1679)

## Geboren
september
- 11 - Thomas Parnell, Iers dichter
- 30 - Jacques Cassard, Frans scheepskapitein en kaapvaarder

oktober
- 16 - Jan Dismas Zelenka, Tsjechisch-Duits contrabassist en componist (overleden 1745)

november
- 10 - Johann Christian Schieferdecker, Duits organist en componist

## Overleden
januari
- 1 - Jan Steen (53/54), Nederlands schilder

februari
- 3 - Karel Siegfried van Nassau-Ottweiler (19), Duits militair
- 5 - Joost van den Vondel (91), Nederlands dichter en toneelschrijver

november
- 12 - Frans Burman (51), Nederlands predikant en hoogleraar

december
- 4 - Thomas Hobbes (91), Brits filosoof
- 20 - Johan Maurits van Nassau-Siegen (75), Duits edelman en bestuurder
- 31 - Giovanni Borelli (71), Italiaans fysioloog, wis- en natuurkundige